# 平清盛
平清盛（日语：／ Taira no Kiyomori，1118年2月10日—1181年3月20日）是日本平安時代後期的武將、公卿、政治家。伊势平氏的栋梁平忠盛的长子，乳父為平盛康。
1156年的保元之乱後贏得後白河天皇的信賴，1159年的平治之乱中打败了源义朝巩固其地位。1167年升任太政大臣（相國），隔年出家，女儿平德子嫁給高仓天皇成為中宮，開創了誇稱「除了平氏一族之外，其他人都不配當人」（平氏にあらずんば人にあらず）的平氏政權輝煌時代，但逐渐獨裁的平氏引起了贵族、僧人、武士的反对。后来他对後白河法皇十分不满，於治承三年（1179年）發動政變，幽禁後白河法皇於鳥羽殿。治承4年（1180年）2月，他迫使高仓天皇退位，拥立自己的外孙安德天皇即位。平清盛于1181年薨于热病，三年后平氏被河内源氏打败，政權及兵权皆被夺取。

## 生涯

### 平家的棟樑

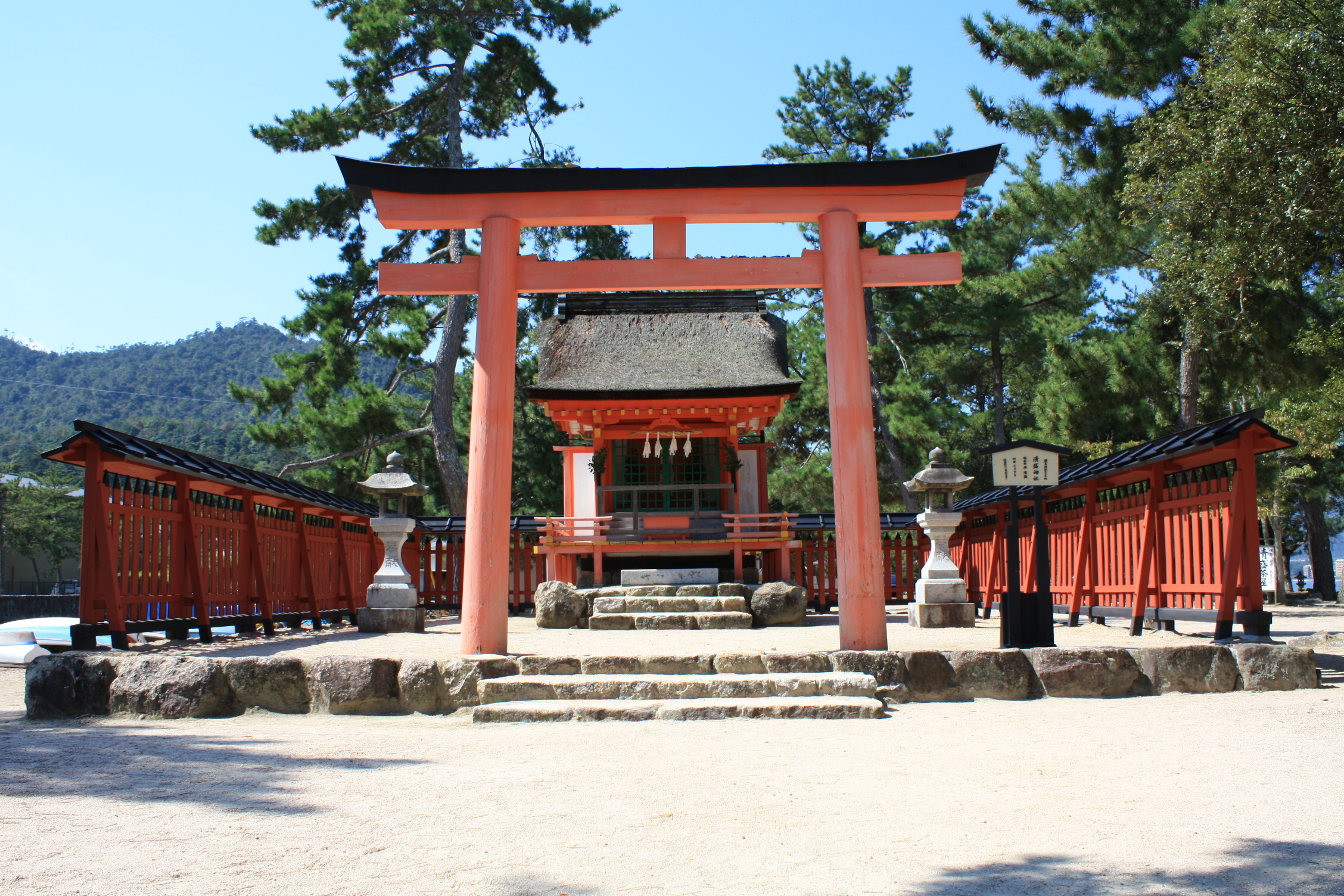
以平清盛為祭神的清盛神社

平清盛生於元永元年（1118年），是伊勢平氏領袖平忠盛的嫡男，生母不明，有祇園女御（白河院寵妃，女御是當時天皇後宮嬪妃之一）或是其妹之說，較有力的說法是清盛的生母是祇園女御的妹妹。平家物語中記載平清盛的母親舞子是在懷有白河天皇（白河院、法皇）之子後才被天皇賜與平忠盛，因此也有平清盛其實是白河天皇私生子的說法。而平清盛在母親舞子死後，成為祇園女御的養子。
平清盛在大治4年（1129年）被授予從五位下左兵衛佐的官職。久安2年（1146年），平忠盛因為討伐海盜有功升任刑部卿，平清盛則接任其父原有的官位從四位下中務少輔兼安藝守。這一役並且讓平家掌握了瀨戶內海的制海權此一莫大利益。之後平清盛與父親一同致力於擴大在西日本的勢力，同時開始信奉位於宮島的嚴島神社之神祇。仁平3年（1153年）平忠盛去世後，接班人平清盛開始成為京都伊勢平氏一族的領袖。

### 保元之亂、平治之亂
平清盛在保元元年（1156年）發生的保元之亂中與源義朝聯合支持後白河天皇並獲得最終的勝利，因而贏得後白河天皇的信賴，於是升任播磨守及大宰大貳。然而此後清盛與信西（藤原通憲）聯手擴張其權力的企圖讓藤原信賴與源義朝大為不滿，兩人於是舉兵對抗之。這就是發生於平治元年（1159年）的平治之亂。這場亂事最後由平清盛獲得勝利，源義朝被其誅殺，以源義朝長子源義平為首的許多源氏族人均被處死，也被捕的義朝三男源賴朝則被處以流放至伊豆國之刑罰。自此，平清盛打下了武家政權的基礎。

### 平氏全盛期
平治之亂結束後，一開始平清盛支持年少的二条天皇親政，不過在其妻平時子的同父異母妹妹平滋子與退位的後白河上皇生下憲仁親王（後來的高倉天皇）後，平氏一族就開始期望憲仁親王能夠繼承天皇之位。這造成了二条天皇的不滿，並且因此將平時子及平滋子之兄平時忠處以流刑。反之平清盛逐漸向後白河上皇靠攏。二条天皇急病，臨死前傳位給年幼的六條天皇，平清盛和後白河上皇聯合冊立憲仁親王為皇太子。

### 武臣相国
之後平清盛和後白河上皇之間的關係還延續了一段短暫的蜜月期，同時他的官位也節節高升，從永曆元年（1160年）升任正三位參議，應保元年（1161年）升任檢非違使別當，永萬元年（1165年）升任兵部卿兼權大納言，仁安元年（1166年）再升正二位春宮大夫並升任內大臣。仁安二年（1167年）打破慣例，未經升任左大臣和右大臣的程序就直接晉升為正一位太政大臣（相国），這是律令官制中最高的官職（關白與攝政是令外官），相當於日本国丞相，平清盛也因此成為從一介武士位極人臣、出将入相的第一人。
然而不久後平清盛卻突患重病，甚至一度病危，因而平清盛只擔任了三個月左右的太政大臣便辭職歸隱並且出家，之後人稱「入道相國」（太政大臣別號相國，而入道是出家的意思）。不過他並未因此釋出實權，仍然掌控大局。同時平氏一族也盛極一時，不但獨占朝中的重要官職；在全國各地擁有多達五百多座莊園，並且因為推動日本與中國宋朝之間的海上貿易而賺取暴利。因此才有了平時忠口中的「沒有平家一族，其他人就沒法生存。」（平氏にあらざれば人にあらず，另有一譯法為「非平氏者非人也」）。

### 對平氏的不滿
1171年，平清盛將自己和正室時子所生的女兒平德子（建禮門院）嫁給高倉天皇作為皇后，以使自己成為天皇的外戚。平德子產下的皇子並且成為日後的安德天皇。另一個女兒平盛子則嫁給攝關家藤氏長者藤原忠通的兒子藤原基實，並且以此為始，讓許多子女和有權有勢的公家眾（貴族階級）聯姻，巧妙地透過政治婚姻的手段擴大自己的勢力。
然而，平清盛的勢力擴張，讓以後白河法皇（後白河天皇於嘉應元年（1169年）出家)為首的院政勢力為之感到不滿，也逐漸加深雙方之間的對立。
治承元年（1177年）6月發生了企圖推翻平家勢力的鹿谷陰謀事件。結果因為多田行綱的告密而被揭發並胎死腹中。平清盛並且利用這個事件開始剷除，將參與院政的院近臣。於是藤原師光（西光）被處死，與平家相識的藤原成親被流放到備中，並且在當地墜下懸崖離奇地死亡。僧侶俊寬則被流放到鬼界之島。不過平清盛最終還是沒有直接向法皇興師問罪。
治承3年（1179年）這一年許多不幸之事連連降臨在平清盛身上。先是在六月其女，守寡多時的平盛子去世。之後法皇未與平清盛商議就逕自沒收平盛子生前過世的丈夫藤原基實作為藤氏長者(藤原氏的長老)所遺下的所有莊園(由於平氏從盛子的莊園中得到經濟利益，所以法皇此舉等同削弱平氏的財源)。接著在七月，被平清盛視為繼承人並寄予厚望的嫡長子平重盛四十二歲即英年早逝（病死）。就在平清盛為之哀慟不已的時刻，法皇卻又一次未與平清盛商量即沒收了平重盛原有的知行國（領國）越前國。
震怒的平清盛終於無法忍受法皇無視自己的作法。同年11月14日，他親率大軍自福原（現在的神戶）上京，隔天（15日）發動所謂的治承政變(治承三年之政變)。他將以藤原基房為首的反平氏親貴，約三十九人院近臣全數罷官，並任命親平氏的親貴以取而代之。為平清盛此舉感到畏懼的法皇也向其請求饒恕，這回平清盛沒有放過法皇。11月20日，後白河法皇被幽禁於鳥羽殿。自此後白河院政宣告中止，由平清盛獨攬大權的平氏政權接手。
平清盛隨後在治承4年（1180年）2月迫使高倉天皇退位，擁立自己的外孙，平德子之子即位，是為安德天皇。這是平氏一族的全盛時期，平氏的知行國足足有日本全國一半以上。

### 反抗的狼煙
然而也就在此時，三股無法坐視平氏專政的勢力也已然成形，除了必然對之不滿的皇族及貴族外，武士族群也因為平氏的貴族化，利害關係已經與其漸行漸遠而大感不滿。於是在治承4年（1180年）激起了反抗平氏的第一波浪潮：投靠平氏的源賴政擁護後白河法皇次子以仁王以對抗平清盛。然而迅速反應的平清盛立即派四男平知盛領軍征討之，最後敗逃的以仁王和源賴政兩人都被誅殺。
平清盛更進一步地將目標指向幫助以仁王對抗平氏的園城寺（三井寺），他派五男平重衡率領大軍準備剷除園城寺。同時平清盛也將各寺院組成的宗教勢力，尤其是與園城寺同屬天台宗的比叡山延曆寺視為潛在的危險，加以擁護法皇的親貴也在蠢蠢欲動，為了維持平氏政權的長治久安，平清盛於是在治承4年（1180年）6月強行將國都遷往平氏的據點，鄰近當時國際貿易港大輪田泊的福原（在今神戶附近）。
然而以仁王討伐平氏的令旨仍然在全國各地廣為傳播。同年8月，被清盛流放到伊豆國的源賴朝與其正室北條政子的娘家北條氏聯手舉兵。9月，信濃國的源義仲也舉兵反平氏。為了防止源賴朝的勢力坐大，平清盛派遣由嫡孫平維盛率領的大軍進入關東。然而，在與源賴朝交手的富士川之戰一役中，傳出平氏大軍被水鳥的振翅聲所驚嚇而敗走的醜事，顯現出平家軍已經積弱不振，於是反抗平氏的聲浪也越來越大。
富士川戰後平氏的敗績讓宗教勢力，尤其是之前協助以仁王舉兵的興福寺開始蠢蠢欲動。而在親貴堅決反對遷都的壓力下，同年11月平清盛又將國都遷回京都。12月，由平重衡率領的大軍開往南都奈良並縱火焚城（南都燒討），隨之又命平知盛率兵至近江國和美濃國鎮壓源氏一族的反抗勢力。平氏的一連串行動確實壓制了國都週邊的反平家勢力，然而火燒南都也使平清盛蒙上佛教之敵的污名。

### 終局

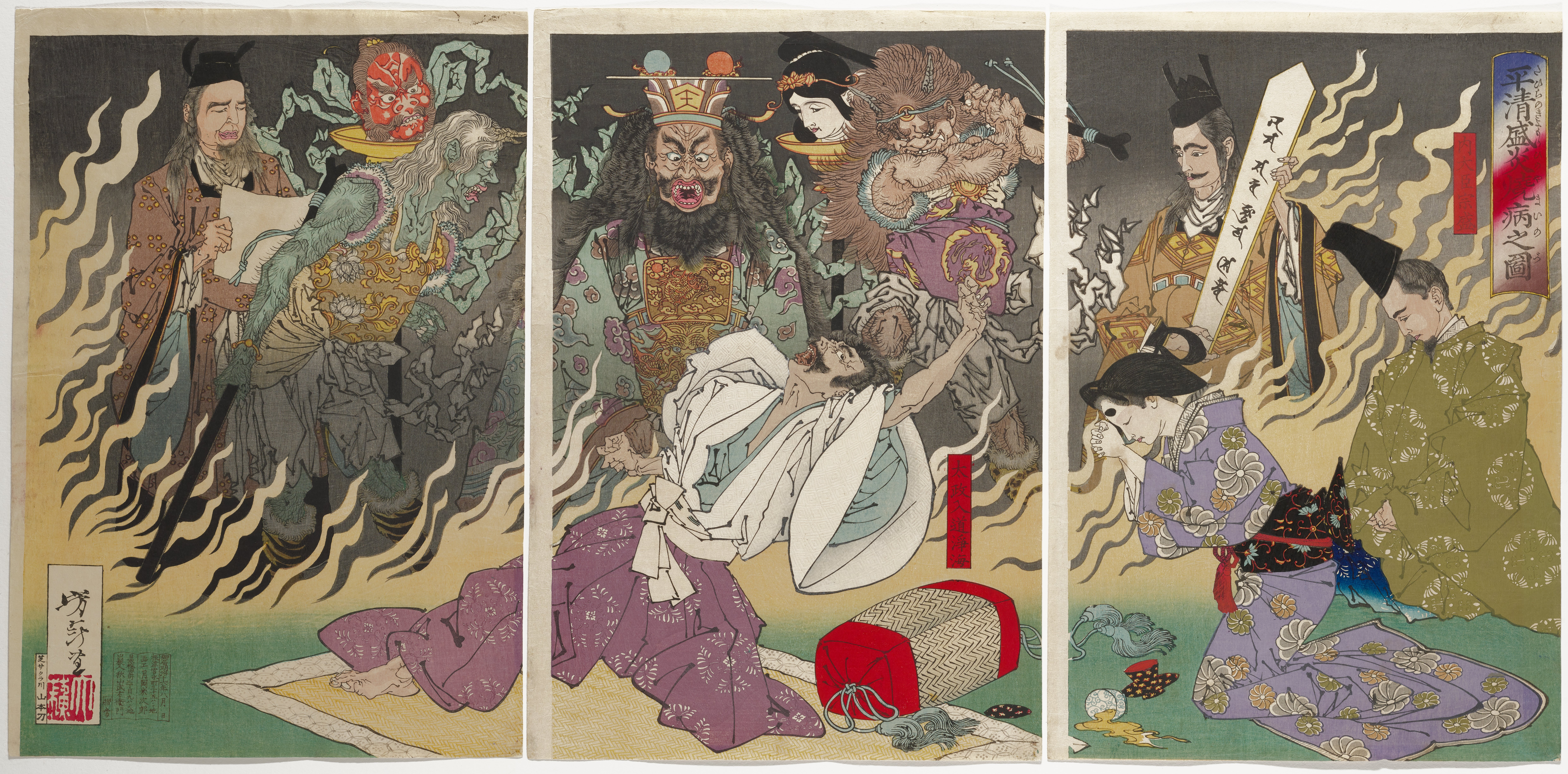
1883年月岡芳年的作品，描述病中的平清盛受地狱景象和鬼魂的困扰

翌年，養和元年（1181年），來自平家勢力大本營——西日本伊予國的河野通清、河野通信父子及豐後國的緒方惟能、臼杵惟隆、佐賀惟憲等地方勢力也舉兵反抗平氏。在東日本，支持平氏的佐竹氏也被源賴朝討滅，反抗平氏的聲浪在各地方興未艾。身處此一困境的平清盛則在此時開始建立以京都為中心的新平家體制，設立了惣官、總下司等官職。隨之又命越後國的城資永、城助職（長茂）率兵攻打木曾義仲。然而，平清盛卻在同年二月底因為染上熱病而倒下，閏二月四日在九條河原口的平盛國屋敷逝世，享年六十四歲。

### 死後及評價
平清盛薨後，由於其嫡子平重盛已先病死，次子平基盛也早死，領導平氏一族的大位就由三男平宗盛來接班。然而，平宗盛缺乏其父的才幹，也不具其父的強悍個性，因而完全無法應付全國各地接連不斷發生的反抗變亂。再者以法皇為中心的院政勢力再次復甦，也逐漸侵蝕平家的基礎。再加上恰於此時發生飢荒（養和大飢荒）亦為不利條件，在此種種因素交織下，平氏一族先是在壽永二年（1183年）的俱利伽羅峠之戰大敗於源義仲，平家大軍因而崩潰，無計可施之下不得不自京都撤出，最後在文治元年1185年的壇之浦之戰戰敗滅亡。
平氏一族的繁榮很顯然大部分建築在平清盛個人非凡的才能及強悍個性之上，相對地，穩固的治國體制卻從未能建立起來。著意於此的平清盛晚年因而致力於確立體制，然而，在未竟全功之前他就已經病歿，他的計畫也隨之人亡政息。而平清盛恰於反抗行動接續發生之時薨去也是平家滅亡的遠因，因為平氏一族除了他本人外，幾乎毫無優秀的人材能夠接班。換句話說平清盛一死，盛極一時的平家即敲响了喪鐘。
然而不論平氏最後的命運如何，一手打造日本史上空前的武士家族政權，並且能夠與狡變多端的朝廷及宗教勢力正面交鋒，將對方玩弄於股掌之上，甚至亦不忘致力於國外貿易的平清盛，絕對可以稱得上是日本有史以來的大政治家之一。
由於在平家物語一書被描寫成個性殘暴無情，自古以來平清盛一直擺脫不了暴君的形象。平家物語比喻之似「秦趙高、漢王莽、梁朱異、唐禄山」。反之史實的平清盛則是在政治上將日本與中國宋朝的貿易關係視為財政之基礎並加以推展，在公共事務方面，他曾為了海上貿易修築人工島經島，並且在貴族政治走向末路的時代中開創了新的道路，凡此皆應給予正面的評價。

## 官職位階履歷
| 和曆     | 西曆   | 月日 （全為旧曆） | 内容 | 出典     |
| -------- | ------ | ----------------- | --- | -------- |
| 元永元年 | 1118年 |                   | 誕生 |          |
| 大治4年  | 1129年 | 1月6日            | 從五位下。 1月24日、左兵衛佐。 | 公卿補任 |
| 大治6年  | 1131年 | 1月5日            | 從五位上 | 公卿補任 |
| 長承4年  | 1135年 | 1月5日            | 正五位下。 8月21日、從四位下。 | 公卿補任 |
| 保延2年  | 1136年 | 4月7日            | 中務大輔 | 公卿補任 |
| 保延3年  | 1137年 | 1月30日           | 肥後守兼任 | 公卿補任 |
| 保延6年  | 1140年 | 11月14日          | 從四位上 | 公卿補任 |
| 久安2年  | 1146年 | 2月1日            | 正四位下。 2月2日、安藝守兼任。肥後守任替。 | 公卿補任 |
| 保元元年 | 1156年 | 7月6～11日        | 保元之亂 | 公卿補任 |
| 保元元年 | 1156年 | 7月11日           | 播磨守 | 公卿補任 |
| 保元3年  | 1158年 | 8月10日           | 大宰大弍 | 公卿補任 |
| 平治元年 | 1159年 | 12月9～26日       | 平治之亂 |          |
| 永曆元年 | 1160年 | 6月20日           | 正三位。 8月11日、參議。太宰大貳如元。 9月2日、右衛門督兼任。 12月30日、太宰大貳辭任。                                                                         | 公卿補任 |
| 永曆2年  | 1161年 | 1月23日           | 檢非違使別當兼職。近江權守兼任。 9月13日、權中納言。檢非違使別當・右衛門督如元。                                                                               | 公卿補任 |
| 應保2年  | 1162年 | 1月9日            | 檢非違使別當・右衛門督兩官職辭任。 閏2月9日、檢非違使別當・右衛門督兼職。 4月7日、皇太后宮權大夫兼任。 8月20日、從二位。 9月、檢非違使別當・右衛門督兩官辭任。 | 公卿補任 |
| 長寬3年  | 1165年 | 1月23日           | 兵部卿兼任。 8月17日、權大納言。兵部卿・皇太后權大夫如元。 | 公卿補任 |
| 永萬2年  | 1166年 | 6月6日            | 正二位。 10月1日、春宮大夫兼任。兵部卿・皇太后宮権大兩官辭任。 11月11日、內大臣。                                                                              | 公卿補任 |
| 仁安2年  | 1167年 | 2月11日           | 従一位太政大臣。 5月17日、太政大臣辞辭任。 | 公卿補任 |
| 仁安3年  | 1168年 | 2月11日           | 出家 | 公卿補任 |
| 承安元年 | 1171年 |                   | 女德子入内 |          |
| 治承元年 | 1177年 |                   | 鹿谷陰謀 |          |
| 治承3年  | 1179年 |                   | 幽禁後白河法皇 |          |
| 治承4年  | 1180年 | 4月22日           | 安德天皇即位 |          |
| 治承4年  | 1180年 | 4月               | 以仁王發布平家追討的令旨 | 吾妻鏡   |
| 治承4年  | 1180年 | 8月17日           | 源頼朝舉兵 | 吾妻鏡   |
| 養和元年 | 1181年 | 閏2月4日          | 薨去 | 玉葉     |

## 墓地
以下據說都是清盛的墓地。
- 神戶市兵庫區北逆瀨川的寶積山能福寺
- 神戶市兵庫區切戶町的清盛塚（供養塔）
- 京都市東山區松原通大和大路東入二丁目轆轤町的補陀洛山六波羅蜜寺的平清盛塚
- 京都市右京區嵯峨鳥居本小坂町的嵯峨山大覺寺（舊嵯峨御所大覺寺門跡）的塔頭寺院的祇王寺的供養塔
- 山口縣下關市彥島的清盛塚

## 系譜
参见：平氏
- 父：平忠盛
- 母：祇園女御（日语：祇園女御）之妹
- 父之正室：池禪尼

- 兄弟
  - 平家盛（日语：平家盛）（母池禪尼）
  - 平經盛（母源信雅（日语：源信雅）之女）
  - 平教盛（母藤原 家隆（日语：藤原家隆 (左京大夫)）之女）
  - 平賴盛（母池禪尼）
  - 平忠度（母藤原為忠（日语：藤原為忠）之女）

- 正室：高階基章之女
  - 長子：平重盛
  - 次子：平基盛

- 繼室：平時子（二位尼、平時信（日语：平時信）之女、平時忠（日语：平時忠）之姊）
  - 三子：平宗盛
  - 四子：平知盛
  - 三女？：平德子（建禮門院、高倉天皇中宮）
  - 五子：平重衡
- 側室：嚴島內侍（日语：厳島内侍）
  - 七女？：御子姫君（日语：御子姫君）（後白河天皇宮人）
- 側室：常盤御前
  - 八女：廊御方（日语：廊御方 (平家)）

- 生母不明的子女
  - 六子：平維俊
  - 七子：平知度（日语：平知度）
  - 八子：平清房（日语：平清房）
  - 長女？：坊門信隆（日语：坊門信隆）室
  - 次女？：藤原成憲（日语：藤原成憲）室，后為花山院兼雅（日语：花山院兼雅）室
  - 四女？：平盛子（白河殿、攝關近衛基實北政所、高仓天皇准母、准三宫）
  - 五女？：藤原信親室、后為冷泉隆房（日语：藤原隆房）室
  - 六女：平完子（日语：平完子）（近衛基通北政所，后離異）

- 養子
  - 平清貞（日语：平清貞）（生父中原師元（日语：中原師元））
  - 平清邦（生父藤原邦綱（日语：藤原邦綱））

## 登場作品
小說
- 新・平家物語（週刊朝日、吉川英治著）
- 平家物語（小學館、森村誠一著）
- 双調平家物語（中央公論新社、橋本治（日语：橋本治）著）
- 清盛（集英社、三田誠廣（日语：三田誠広）著）
- 宮尾本 平家物語（朝日新聞社、宮尾登美子著）
- 平家（角川書店、池宮彰一郎（日语：池宮彰一郎）著）
- 海国記（新潮社、服部真澄（日语：服部真澄）著）
- 小說 平清盛（潮出版社、高橋 直樹（日语：高橋直樹 (作家)）著）

影視剧
- 新・平家物語（日语：新・平家物語 (映画)）（1955年、大映、演：市川雷藏）
- 源義經（1955年、東映、演：小澤榮（日语：小沢栄太郎））
- 清盛與常盤（1960年、NTV、演：松本幸四郎（日语：松本白鸚 (初代)））
- 源義經（日语：源義経 (NHK大河ドラマ)）（1966年、NHK大河劇、演：辰巳柳太郎）
- 女人平家（日语：女人平家 (テレビドラマ)）（1971年、ABC、演：佐藤慶）
- 新・平家物語（日语：新・平家物語 (NHK大河ドラマ)）（1972年、NHK大河劇、演：仲代達矢）
- 草燃（日语：草燃える）（1979年、NHK大河劇、演：金子信雄）
- 雪之華 ～建禮門院德子的生涯～（1982年、TBS、演：鈴木瑞穂）
- 武藏坊弁慶（日语：武蔵坊弁慶 (テレビドラマ)）（1986年、NHK水曜時代劇、演：芦田伸介（日语：芦田伸介））
- 源義經（日语：源義経 (1990年のテレビドラマ)）（1990年、TBS、演：若山富三郎）
- 源義經（日语：源義経 (1991年のテレビドラマ)）（1991年、NTV、演：内藤武敏）
- 弁慶 怪力無雙的荒法師（1997年、ANB、演：藤田真（日语：藤田まこと））
- 五條靈戰記GOJOE（日语：五条霊戦記 GOJOE）（2000年、東寶、演：諏訪敦彦）
- 義經（2005年、NHK大河劇、演：渡哲也）
- 平清盛（2012年、NHK大河劇、演：松山研一）
- 鎌倉殿的13人（2022年、NHK大河劇、演：松平健）

漫画
- 平家物語（中央公論新社、横山光輝作）
- 白の悠久 黒の永遠（ホラーMコミック文庫、原ちえこ（日语：原ちえこ）作）
- 平家物語系列（角川書店、佐久間智代（日语：佐久間智代）作）

遊戲
- 無雙大蛇系列，大友龍三郎配音

## 史料
- 玉葉
- 愚管抄
- 吾妻鏡

軍記物語
- 平治物語
- 平家物語
- 源平盛衰記（日语：源平盛衰記）